# Стефан Наумов
Стефан (Стеван) Василев Наумов с прякор Стив е комунистически партизанин и народен герой на Югославия.

## Биография
Стефан Наумов е роден на 27 октомври 1920 година в Битоля (тогава в Кралството на сърби, хървати и словенци), в семейство по произход от леринското село Битуша. Завършва Битолската гимназия, в която попада под комунистическо влияние. През 1938 година завършва Техническия факултет на Белградския университет. Там се присъединява към работническо движение, поради което е затворен, но поради липса на доказателства е освободен. През 1939 година се присъединява към Югославската комунистическа партия, а през септември 1940 година е избран за секретар на битолския комитет на партията.
При освобождението на Вардарска Македония през 1941 година е активен участник в българската обществена дейност в града. Включва се в дейността на българското читалище „Дамян Груев“ и е негов съосновател.
През април 1942 година участва във формирането на Битолския партизански отряд „Пелистер“. Осъден е същата година задочно от българските власти на смърт, а за главата му е обявена награда от 200 000 лева. През юни 1942 година става член на Оперативния щаб на Главния щаб на КПЮ за Македония. Редактира вестник „Билтен“. Самоубива се заедно с Димитър Богоевски в сражение с българска полиция при ресенското село Болно на 12 септември 1942 година.
Родната му къща в Битоля е превърната в музей. Посмъртно на негово име е кръстен Народоосвободителния батальон „Стив Наумов“.
Обявен е за народен герой на Югославия на 29 юли 1945 година.